# Victor Moses
Pour les articles homonymes, voir Moses.
Victor Moses, né le 12 décembre 1990 à Kaduna (Nigeria), est un footballeur international nigérian qui évolue au poste de latéral droit ou d'ailier droit à Luton Town.

## Biographie
Né à Lagos, Victor Moses a été envoyé en Angleterre à l'âge de 11 ans, après la mort de ses parents. Il est inscrit à l'école de Stanley Technical High School où la plupart du temps, il pratique le foot avec l'équipe locale Tandridge League.

### En club

#### Chelsea

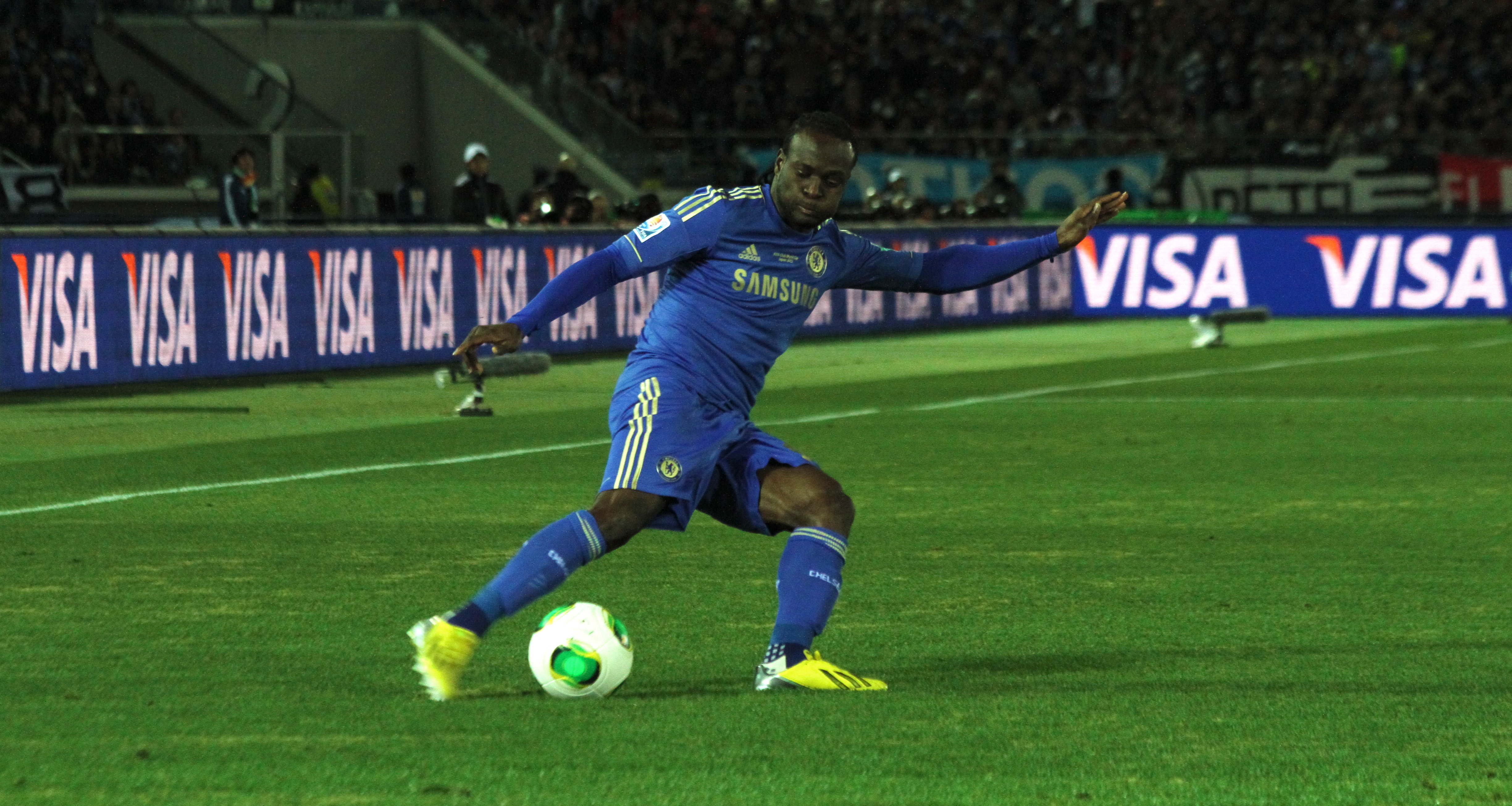
Moses en 2012.

Le 24 août 2012, Victor Moses signe en faveur du Chelsea FC.
Après des débuts passés sur le banc, il prend de l'importance dans l'équipe au fur et à mesure que la saison avance et inscrit certains buts importants pour Chelsea notamment en Ligue Europa.
Après plusieurs prêts successifs, le nouveau manager des Blues Antonio Conte décide de le garder dans son effectif pour la saison 2016-2017. 
Après avoir passé la plupart des premiers matchs sur le banc, Moses devient un titulaire indiscutable à partir du mois d'octobre quand Conte décide de jouer en 3-4-3

#### Liverpool
Fin aout 2013, il est prêté à Liverpool.

#### Stoke City
Le 16 août 2014, Chelsea le prête encore, cette fois-ci à Stoke City.

#### Saison 2015-2016: prêt à West Ham United
Moses sur le ballon pendant son prêt avec West Ham United , jouant contre Manchester City en 2016
Après une saison réussie en prêt avec Stoke, Moses est retourné chez les Bleus et a fait des apparitions dans les quatre matchs de pré-saison et a marqué une fois, contre le Paris Saint-Germain FC. Victor Moses a fait sa première apparition en compétition depuis le retour le 2 août 2015 contre Arsenal pour le Community Shield lorsqu'il a remplacé John Terry à la 82e minute. Le match s'est terminé avec une défaite de Chelsea 1-0.  Moses a également été inclus sur le banc lors du premier match de la saison contre Swansea City, bien qu'il n'ait pas fait une apparition lorsque Chelsea a fait match nul 2-2. 
Le 1er septembre 2015, Moses a rejoint West Ham United pour un prêt d'une saison.  Avant de rejoindre West Ham United en prêt, Moses a signé un nouveau contrat de quatre ans, qui le maintiendra à Chelsea jusqu'en 2019.  Moses a fait ses débuts à West Ham le 14 septembre dans une victoire à domicile 2-0 contre Newcastle. United, où il a été nommé homme du match.  Dans son deuxième match, le 19 septembre à l'extérieur contre Manchester City, Moses a marqué son seul but de West Ham, dans une victoire 1–2.  Le 5 décembre, pendant le match contre Manchester United, Moses a subi une blessure aux ischio-jambiers qui l'a exclu jusqu'en février. 
En avril, il a été révélé que l'accord de prêt avait également une option pour rendre le déménagement permanent à la fin de la saison, mais West Ham a décidé de refuser l'option.

#### Saison 2016-2017
Après avoir impressionné le nouveau manager Antonio Conte pendant la pré-saison, Moses a été inclus dans l'équipe première. Le 15 août 2016, Moses a disputé son premier match de championnat pour Chelsea en trois ans, quittant le banc d' Eden Hazard contre West Ham United lors d'une victoire de 2 à 1.  Le 23 août, Moses a fait son premier départ et a marqué son premier but depuis son retour, au deuxième tour de la Coupe EFL contre Bristol Rovers dans une victoire 3-2. 
Après des défaites consécutives en championnat, Conte s'est converti en une formation 3-4-3 avec Moses jouant le rôle d' ailier droit dans le match suivant contre Hull City. Sa performance en tant qu'ailier a aidé Chelsea à remporter la victoire 2-0 et lui a également valu l'Homme du match.  Le 15 octobre 2016, Moses a marqué son deuxième but de ligue de la saison contre Leicester City dans une victoire à domicile 3-0.  Le 26 novembre 2016, Moses a marqué le vainqueur dans une victoire 2-1 contre Tottenham Hotspur et a été nommé l'Homme du Match.  Moses a joué 40 matchs dans toutes les compétitions pour Chelsea au cours de la saison 2016-2017, marquant quatre buts. Avec Chelsea remportant le titre de Premier League, Moses est devenu le joueur nigérian avec le plus d'apparitions en Premier League pour une équipe gagnante.  Le 27 mai 2017, il a joué dans la Finale de la FA Cup 2017 contre Arsenal que Chelsea a perdu 2-1. Ayant été réservé pour une faute sur Danny Welbeck plus tôt, il a reçu une deuxième réservation, résultant en un carton rouge, après avoir plongé dans la surface de réparation . Il est devenu le cinquième joueur à être expulsé lors d'une finale de la FA Cup.

#### Saison 2017-2018
Moïse a marqué le premier but dans le Community Shield 2017, que Chelsea a perdu contre son rival Arsenal aux tirs au but.

#### Saison 2018-2019: prêt à Fenerbahçe
En janvier 2019, Moses a signé un contrat de prêt de dix-huit mois avec la partie turque, Fenerbahçe.  Le 1er février 2019, Moïse a marqué son premier but en championnat de la saison pour Fenerbahçe lors d'une victoire 2-0 contre Göztepe . 

#### Saison 2019-2020: Prêt à l'Inter Milan
Après la rupture de l'accord avec Fenerbahçe, Moses a signé pour l'Inter Milan un contrat de prêt de six mois avec option d'achat le 23 janvier 2020. 

#### Spartak Mouscou

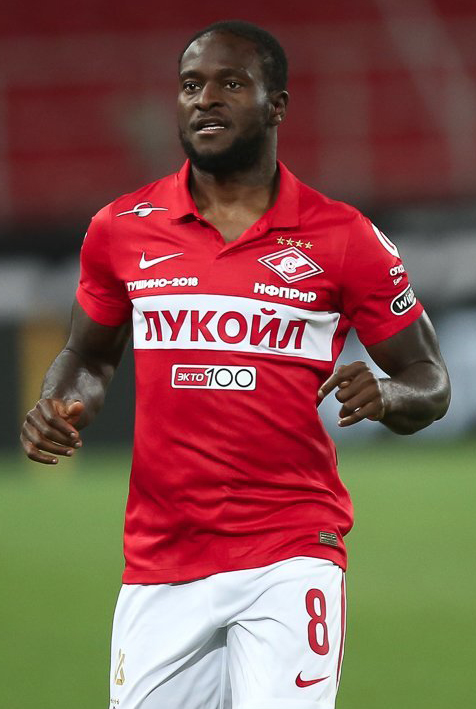
Victor Moses en 2021.

Le 2 juillet 2021, après une saison en prêt il est transferé au Spartak Moscou.
Le 19 mai 2024, il a été annoncé que Moses quitterait le Spartak à la fin de la saison, lorsque son contrat arrivera à expiration.

#### Saison 2024-25: Luton Town
Le 10 septembre 2024, Luton Town a confirmé que Moses avait signé avec eux.

### En sélection

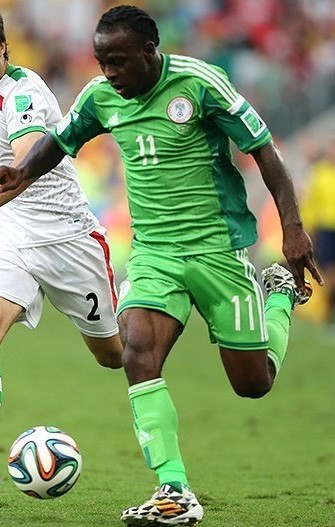
Victor Moses avec le Nigeria.

Né au Nigeria, il représente l'Angleterre mais uniquement au niveau junior : il évolue dans les équipes des moins de 16, des moins de 17 ans, des moins de 19 ans et des moins de 21 ans, mais en fin de compte, il choisit de jouer pour l'équipe du Nigeria en tant que senior. Il joue sa première Coupe du Monde au Brésil en 2014, où le Nigéria se fait éliminer en huitièmes de finale face à la France. Il est sélectionné pour la Coupe du Monde 2018 en Russie, il marque un pénalty face à l'Argentine le 26 juin, mais le Nigéria ne parvient pas à se qualifier pour les huitièmes de finale. Il annonce officiellement sa retraite internationale le 15 août 2018.

## Statistiques
| Saison                | Club                   | Championnat           | Championnat | Championnat | Championnat | Coupe nationale | Coupe nationale | Coupe nationale | Coupe de la Ligue | Coupe de la Ligue | Coupe de la Ligue | Supercoupe | Supercoupe | Supercoupe | Compétition(s) continentale(s) | Compétition(s) continentale(s) | Compétition(s) continentale(s) | Compétition(s) continentale(s) | Plays-off | Plays-off | Plays-off | Coupe du monde des clubs | Coupe du monde des clubs | Coupe du monde des clubs | Total | Total | Total |
| Saison                | Club                   | Division              | M.          | B.          | P.d.        | M.              | B.              | P.d.            | M.                | B.                | P.d.              | M.         | B.         | P.d.       | Comp.                          | M.                             | B.                             | P.d.                           | M.        | B.        | P.d.      | M.                       | B.                       | P.d.                     | M.    | B.    | P.d.  |
| 2007-2008             | Crystal Palace         | Championship          | 13          | 3           | 3           | 1               | 0               | 0               | -                 | -                 | -                 | -          | -          | -          | -                              | -                              | -                              | -                              | 2         | 0         | 0         | -                        | -                        | -                        | 16    | 3     | 3     |
| 2008-2009             | Crystal Palace         | Championship          | 27          | 2           | 1           | 3               | 0               | 0               | 2                 | 0                 | 0                 | -          | -          | -          | -                              | -                              | -                              | -                              | -         | -         | -         | -                        | -                        | -                        | 32    | 2     | 1     |
| 2009-2010             | Crystal Palace         | Championship          | 18          | 6           | 2           | 1               | 0               | 0               | 2                 | 0                 | 0                 | -          | -          | -          | -                              | -                              | -                              | -                              | -         | -         | -         | -                        | -                        | -                        | 21    | 6     | 2     |
| Sous-total            | Sous-total             | Sous-total            | 58          | 11          | 6           | 5               | 0               | 0               | 4                 | 0                 | 0                 | -          | -          | -          | -                              | -                              | -                              | -                              | 2         | 0         | 0         | -                        | -                        | -                        | 69    | 11    | 6     |
| 2009-2010             | Wigan Athletic         | Premier League        | 14          | 1           | 3           | -               | -               | -               | -                 | -                 | -                 | -          | -          | -          | -                              | -                              | -                              | -                              | -         | -         | -         | -                        | -                        | -                        | 14    | 1     | 3     |
| 2010-2011             | Wigan Athletic         | Premier League        | 21          | 1           | 3           | 2               | 0               | 0               | 3                 | 1                 | 0                 | -          | -          | -          | -                              | -                              | -                              | -                              | -         | -         | -         | -                        | -                        | -                        | 26    | 2     | 3     |
| 2011-2012             | Wigan Athletic         | Premier League        | 38          | 6           | 6           | 1               | 0               | 0               | -                 | -                 | -                 | -          | -          | -          | -                              | -                              | -                              | -                              | -         | -         | -         | -                        | -                        | -                        | 39    | 6     | 6     |
| 2012-2013             | Wigan Athletic         | Premier League        | 1           | 0           | 0           | -               | -               | -               | -                 | -                 | -                 | -          | -          | -          | -                              | -                              | -                              | -                              | -         | -         | -         | -                        | -                        | -                        | 1     | 0     | 0     |
| Sous-total            | Sous-total             | Sous-total            | 74          | 8           | 12          | 3               | 0               | 0               | 3                 | 1                 | 0                 | -          | -          | -          | -                              | -                              | -                              | -                              | -         | -         | -         | -                        | -                        | -                        | 80    | 9     | 12    |
| 2012-2013             | Chelsea FC             | Premier League        | 23          | 1           | 1           | 5               | 2               | 0               | 3                 | 2                 | 1                 | -          | -          | -          | C1+C3                          | 4+6                            | 1+4                            | 0                              | -         | -         | -         | 2                        | 0                        | 0                        | 43    | 10    | 2     |
| 2015-2016             | Chelsea FC             | Premier League        | -           | -           | -           | -               | -               | -               | -                 | -                 | -                 | 1          | 0          | 0          | -                              | -                              | -                              | -                              | -         | -         | -         | -                        | -                        | -                        | 1     | 0     | 0     |
| 2016-2017             | Chelsea FC             | Premier League        | 34          | 3           | 3           | 4               | 0               | 0               | 2                 | 1                 | 0                 | -          | -          | -          | -                              | -                              | -                              | -                              | -         | -         | -         | -                        | -                        | -                        | 40    | 4     | 3     |
| 2017-2018             | Chelsea FC             | Premier League        | 28          | 3           | 3           | 3               | 0               | 0               | 2                 | 0                 | 0                 | 1          | 1          | 0          | C1                             | 4                              | 0                              | 0                              | -         | -         | -         | -                        | -                        | -                        | 38    | 4     | 3     |
| 2018-2019             | Chelsea FC             | Premier League        | 2           | 0           | 0           | -               | -               | -               | 1                 | 0                 | 0                 | 1          | 0          | 0          | C3                             | 2                              | 0                              | 0                              | -         | -         | -         | -                        | -                        | -                        | 6     | 0     | 0     |
| Sous-total            | Sous-total             | Sous-total            | 87          | 7           | 7           | 12              | 2               | 0               | 8                 | 3                 | 1                 | 3          | 1          | 0          | -                              | 16                             | 5                              | 0                              | -         | -         | -         | 2                        | 0                        | 0                        | 128   | 18    | 8     |
| 2013-2014             | Liverpool FC (prêt)    | Premier League        | 19          | 1           | 0           | 2               | 1               | 0               | 1                 | 0                 | 0                 | -          | -          | -          | -                              | -                              | -                              | -                              | -         | -         | -         | -                        | -                        | -                        | 22    | 2     | 0     |
| Sous-total            | Sous-total             | Sous-total            | 19          | 1           | 0           | 2               | 1               | 0               | 1                 | 0                 | 0                 | -          | -          | -          | -                              | -                              | -                              | -                              | -         | -         | -         | -                        | -                        | -                        | 22    | 2     | 0     |
| 2014-2015             | Stoke City (prêt)      | Premier League        | 19          | 3           | 3           | 2               | 1               | 1               | 2                 | 0                 | 1                 | -          | -          | -          | -                              | -                              | -                              | -                              | -         | -         | -         | -                        | -                        | -                        | 23    | 4     | 5     |
| Sous-total            | Sous-total             | Sous-total            | 19          | 3           | 3           | 2               | 1               | 1               | 2                 | 0                 | 1                 | -          | -          | -          | -                              | -                              | -                              | -                              | -         | -         | -         | -                        | -                        | -                        | 23    | 4     | 5     |
| 2015-2016             | West Ham United (prêt) | Premier League        | 21          | 1           | 2           | 4               | 1               | 0               | 1                 | 0                 | 0                 | -          | -          | -          | -                              | -                              | -                              | -                              | -         | -         | -         | -                        | -                        | -                        | 26    | 2     | 2     |
| Sous-total            | Sous-total             | Sous-total            | 21          | 1           | 2           | 4               | 1               | 0               | 1                 | 0                 | 0                 | -          | -          | -          | -                              | -                              | -                              | -                              | -         | -         | -         | -                        | -                        | -                        | 26    | 2     | 2     |
| 2018-2019             | Fenerbahçe SK (prêt)   | Süper Lig             | 14          | 4           | 1           | -               | -               | -               | -                 | -                 | -                 | -          | -          | -          | C3                             | 2                              | 0                              | 1                              | -         | -         | -         | -                        | -                        | -                        | 16    | 4     | 2     |
| 2019-2020             | Fenerbahçe SK (prêt)   | Süper Lig             | 6           | 1           | 1           | 1               | 0               | 0               | -                 | -                 | -                 | -          | -          | -          | -                              | -                              | -                              | -                              | -         | -         | -         | -                        | -                        | -                        | 7     | 1     | 1     |
| Sous-total            | Sous-total             | Sous-total            | 20          | 5           | 2           | 1               | 0               | 0               | -                 | -                 | -                 | -          | -          | -          | -                              | 2                              | 0                              | 1                              | -         | -         | -         | -                        | -                        | -                        | 23    | 5     | 3     |
| 2019-2020             | Inter Milan (prêt)     | Serie A               | 12          | 0           | 5           | 3               | 0               | 0               | -                 | -                 | -                 | -          | -          | -          | C3                             | 5                              | 0                              | 0                              | -         | -         | -         | -                        | -                        | -                        | 20    | 0     | 5     |
| Sous-total            | Sous-total             | Sous-total            | 12          | 0           | 5           | 3               | 0               | 0               | -                 | -                 | -                 | -          | -          | -          | -                              | 5                              | 0                              | 0                              | -         | -         | -         | -                        | -                        | -                        | 20    | 0     | 5     |
| 2020-2021             | Spartak Moscou (prêt)  | Premier-Liga          | 19          | 4           | 4           | 1               | 0               | 0               | -                 | -                 | -                 | -          | -          | -          | -                              | -                              | -                              | -                              | -         | -         | -         | -                        | -                        | -                        | 20    | 4     | 4     |
| 2021-2022             | Spartak Moscou         | Premier-Liga          | 25          | 2           | 1           | 2               | 0               | 0               | -                 | -                 | -                 | -          | -          | -          | C1+C3                          | 1+6                            | 0+1                            | 0+4                            | -         | -         | -         | -                        | -                        | -                        | 34    | 3     | 5     |
| 2022-2023             | Spartak Moscou         | Premier-Liga          | 4           | 2           | 0           | 0               | 0               | 0               | -                 | -                 | -                 | -          | -          | -          | -                              | -                              | -                              | -                              | -         | -         | -         | -                        | -                        | -                        | 4     | 2     | 0     |
| Sous-total            | Sous-total             | Sous-total            | 46          | 8           | 5           | 3               | 0               | 0               | -                 | -                 | -                 | -          | -          | -          | -                              | 7                              | 1                              | 4                              | -         | -         | -         | -                        | -                        | -                        | 56    | 9     | 9     |
| Total sur la carrière | Total sur la carrière  | Total sur la carrière | 358         | 44          | 42          | 33              | 5               | 1               | 19                | 4                 | 2                 | 3          | 1          | 0          | -                              | 30                             | 6                              | 5                              | 2         | 0         | 0         | 2                        | 0                        | 0                        | 447   | 60    | 50    |

## Palmarès

### En club
|  |  | Chelsea FC - Premier League - Champion : 2017 - Coupe d'Angleterre - Vainqueur : 2018 - Finaliste : 2017 - Ligue Europa - Vainqueur : 2013 et 2019 - Coupe du monde des clubs - Finaliste : 2012 | Inter Milan - Ligue Europa - Finaliste : 2020 | Spartak Moscou - Coupe de Russie - Vainqueur : 2022 |

### En sélection
|  |  | Nigeria - Coupe d'Afrique des nations - Vainqueur : 2013 |

### Distinctions personnelles
- 2007 : Soulier d'or du Championnat d'Europe des moins de 17 ans.
- 2007 : Meilleur joueur du Championnat d'Europe des moins de 17 ans.
- 2013 : Meilleur jeune joueur de la Coupe d'Afrique